# سلطان الرميثي
سلطان الرميثي هو أستاذ جامعي وروائي ومترجم أدبي وصحفي إماراتي، وهو الأمين العام لمجلس حكماء المسلمين والمدير التنفيذي لدائرة التحرير والنشر في شركة أبوظبي للإعلام. يكتب في جريدة الإمارات اليوم بشكل أسبوعي وله عمود ثابت. سبق وأن عمل مديرًا تنفيذيًا بالمجلس التنفيذي بحكومة عجمان لمدة عشر سنوات. شغل الرميثي منصب رئيس لجنة إمارة عجمان لعام القراءة عام 2016 ضمن فعالية يوم عجمان المفتوح للقراءة. تعد رواية «قميص يوسف» هي الإصدار الروائي الأول للكاتب.

## تعليمه
حصل على شهادة البكالوريوس في الإحصاء من جامعة الإمارات العربية المتحدة، وعلى درجة الماجستير في إدارة الأعمال، وعلى درجة الدكتوراه في إدارة الأعمال من الجامعة ذاتها.

## مؤلفاته
- «قميص يوسف»، 2014[4]
- «لا أريد لهذه الرواية أن تنتهي»، 2016[5]